# Blossia namaquensis
Blossia namaquensis är en spindeldjursart som beskrevs av William Frederick Purcell 1902. Blossia namaquensis ingår i släktet Blossia och familjen Daesiidae. Inga underarter finns listade.